# Jean de Fontis
Jean de Fontis, "Conseiller du roi, seigneur de Luçay, de Pontlevé, et de Poulan", né vers 1575, et mort entre 1623 et 1627, a exercé la charge de lieutenant criminel de robe courte, au Châtelet, à Paris, successivement, pendant la fin du règne d'Henri IV, la régence de Marie de Médicis, et le début du règne de Louis XIII. Sa fonction l'a amené à jouer un rôle - parfois déterminant - dans plusieurs événements qui ont marqué cette période (conjuration d'Entragues, conspiration de Mairargues, rébellions huguenotes, réforme de Port-Royal, etc.), et la diligence avec laquelle il s'en est acquitté, que ce soit pour maintenir l'ordre, pour arrêter et/ou interroger des prévenus, ou pour déjouer un complot, lui a valu la reconnaissance de l'un et de l'autre de ces souverains successifs. Il illustre ainsi très bien ce qu'a pu être alors le rôle d'un "Lieutenant criminel de robe courte" (voir Lieutenant général de police).

## Biographie

### Descendance
De son mariage avec Madeleine RICHARD, Jean de Fontis a eu cinq enfants :
- François, né le 24 octobre 1595, à Chartres, qui sera à son tour lui-même Lieutenant criminel de robe courte au Châtelet[3].
- Madeleine, née le 13 juin 1597, à Chartres, religieuse[4] à l'Abbaye de Sainte-Menehould.
- Marie, née le 18 décembre 1601, à Chartres, religieuse[4] à l'Abbaye de Sainte-Menehould.
- Henriette, née peut-être vers 1611, et mariée le 27 avril 1631, à Yzeure (Allier) avec Jean ROUX. Ils auront deux enfants : Jean, né en 1632 à Louchy-Montfand (Allier), et Anne, née en 1650 à Yzeure (Allier).
- Jean, né peut-être vers 1612, et marié le 22 février 1632 à Yzeure (Allier) avec Marie DU BUISSON. Ils auront cinq enfants, tous nés à Moulins (Allier) : Marie (1634), Jean Abel (1635), Charles (1636), Gilbert (1637), et André (1645).

### Titres
Dans les actes de naissance de ses enfants nés à Chartres, entre 1595 et 1601, Jean de Fontis est présenté comme "noble gentilhomme, écuyer, seigneur de Luçay en Bourbonnais", ou ailleurs encore comme "conseiller du roi, seigneur de Luçay, de Pontlevé, et de Poulan". Dans un "arrêt du grand conseil du roi" du 31 mars 1622, Louis XIII le désigne comme "notre bien aimé Maître Jean Defontis, sieur de Poulan, lieutenant de robe courte au Châtelet, ville, prévôté, & vicomté de Paris."
L'armorial du Bourbonnais, par M. le comte de Soultrait, tome 1er (p. 254-255/297, vues 297-298/352), Moulins, 1890, précise : "de Fonty, al. Fontis, seigneurs de Luçay, du Bouchat, de La Garde, du Bessay. - Châtellenies de Moulins et de Bourbon. - ALLIANCES : Du Buysson, Brinon, de Lingendes, de Louan. - Armoiries inconnues. - Arch. de l'Allier. — Regist. paroissiaux de Thiel.— Mém. sur la Gén. de Moulins."

## Fonctions
Dans les actes de naissance de ses enfants nés à Chartres, entre 1595 et 1601, Jean De Fontis est présenté comme "vice-bailli de Chartres". Une note des Registres des délibérations du bureau de la ville de Paris (p. 85) précise qu'il a été "reçu lieutenant criminel de robe courte le 1er avril 1602." Sa formulation complète est : "lieutenant criminel de robe courte au Châtelet, ville, prévôté et vicomté de Paris". C'est ce titre qui est repris dans les textes et les actes qui le concernent à partir de cette date. Il est aussi parfois désigné par l'expression "prévôt", "grand prévôt de l'Isle-de-France" ou "prévôt des maréchaux".
La charge de "Lieutenant criminel de robe courte" a été créée, par Lettres Patentes de François Ier, en 1526, et sera supprimée en 1783 par Louis XVI.
Avec sa compagnie d'archers, il a des pouvoirs de police et de justice importants : dans l'Encyclopédie de Diderot et D'Alembert, Antoine Gaspard Boucher d'Argis (1708-1791) écrit : " L’on ne voit rien de semblable dans les différents édits de création du lieutenant criminel de robe courte du châtelet de Paris. Ses fonctions sont illimitées ; il paraît être chargé de la poursuite de toutes sortes de crimes & délits ; il instruit ses procès sans assesseur, & les juge à la chambre criminelle du châtelet. Il n’y a point de procureur du roi particulier pour lui ; c’est celui du châtelet qui en fait les fonctions, comme procureur du roi de cette juridiction."

### Maintien de l'ordre
Dans ses fonctions, Jean de Fontis eut à veiller au bon déroulement de différentes opérations de police.
Ainsi, en 1602, quand Dame Jeanne IV de Boulehart mourut le 4 juillet à l'abbaye de Port-Royal-des-Champs - dont elle était l'abbesse depuis 1575 - on procéda au plus vite à l'élection de sa remplaçante. Dès le lendemain 5 juillet, le roi dépêcha sur place Jean de Fontis pour que ce soit  Angélique 1re Jacqueline Marie Arnauld de la Mothe-Villeneuve (1591-1661) qui lui succède. Elle est considérée comme une figure majeure du jansénisme, et, sous son impulsion, une réforme profonde permit à l'Abbaye de Port-Royal de connaître sa période la plus florissante.
Plus tard, en 1611, il y eut une telle sécheresse, qu'à Paris, la décision fut prise, le 3 juin, d'organiser une procession solennelle pour attirer la pluie, et, le dimanche 12 juin, on procéda à la "Descente de la châsse de madame sainte Geneviève". Les délibérations du bureau de la ville de Paris ont conservé la description de la cérémonie. Jean de Fontis faisait partie du service d'ordre, et, quand, une fois arrivée à Notre-Dame, la procession fut suivie d'une messe, il y assista depuis le chœur.
Par ailleurs, la régence de Marie de Médicis, et le début du règne de Louis XIII furent marqués par le rôle important que jouèrent Concino Concini et sa femme Léonora Dori (dite la Galigaï). Détesté par les nobles, par le peuple, et par Louis XIII, qui ne supportait pas son arrogance et son pouvoir, cet aventurier italien fut assassiné le 24 avril 1617, avec l'accord du roi. Sa femme, arrêtée et jugée, fut condamnée pour crimes de "lèse-majesté divine et humaine", et décapitée le 8 juillet 1617 en place de Grève. Jean de Fontis fut chargé de conduire la Galigaï sur les lieux de son exécution, ce qui lui donna d'ailleurs l'occasion d'échanger quelques mots avec elle.
Quelque temps après, le 11 septembre 1619, Jean de Fontis eut à intervenir à l'abbaye de Maubuisson. En 1595, la sœur de Gabrielle d'Estrées, Angélique d'Estrées, avait reçu du roi Henri IV la charge d'abbesse de l'abbaye de Maubuisson. Elle avait continué d'y mener sa vie mondaine et dissolue, les règles religieuses y étaient de moins en moins respectées, et les scandales s'étaient multipliés : le roi Louis XIII décida de réagir. En 1614, Nicolas Boucherat, l'abbé général de Cîteaux, envoya à l'abbaye de Maubuisson des réformateurs... qui échouèrent. En 1618, les années passant sans qu'il obtienne rien, et après d'autres péripéties, l'abbé général demanda à la cour une commission pour enlever l'abbesse, et, le 5 février, il put faire intervenir Jean de Fontis et ses archers, qui investirent les lieux, s'emparèrent d'Angélique d'Estrées et établirent Angélique Arnauld à la tête de l'abbaye. Angélique d'Estrées fut conduite aux Filles pénitentes de Sainte-Magloire... d'où elle s'échappa, le 10 septembre 1619, pour retourner à Maubuisson ! Reprise le lendemain par Jean de Fontis, à qui on avait de nouveau fait appel, elle fut enfermée au Châtelet.
Enfin, au mois de septembre 1621 la ville de Charenton fut le théâtre d'une "Sédition du menu peuple de Paris contre ceux de la R. P. R." ["Religion Prétendue Réformée", i-e les Protestants]. Au cours du siège de Montauban, qui opposa, d'août à novembre, les armées royales commandées par Louis XIII aux protestants de la ville, dans le contexte des rébellions huguenotes, le duc de Mayenne (fils de l'ancien chef des armées de la Ligue) trouva la mort (16 septembre). Des parisiens voulurent le venger en s'en prenant aux protestants : leurs menaces visaient le temple de Charenton, l'un des deux temples de l'Église réformée de Paris. Le 25 septembre 1621, Le duc de Montbazon [gouverneur de Paris] demanda à Jean de Fontis de s'y rendre le lendemain pour maintenir l'ordre. Avec ses archers, il intervint donc. Il fut chargé de protéger les protestants, mais, à la porte Saint-Antoine, à Paris, il eut à affronter - avec des forces de police insuffisantes - une troupe de très nombreux assaillants (catholiques), qui feront plusieurs morts ou blessés, tandis qu'à Charenton d'autres incendiaient le temple. C'est également sous l'autorité de Jean de Fontis qu'ensuite, furent arrêtés, jugés, puis emprisonnés ou exécutés plusieurs coupables.

### Arrestation et interrogatoire de prévenus
Un autre aspect des fonctions qu'eut à assumer Jean de Fontis fut d'arrêter et d'interroger différentes personnes, notamment à l'occasion de complots dont Henri IV fut la cible.
Ainsi, en 1602, Charles de Gontaut, maréchal de Biron, fut au cœur de la "conjuration de Biron", qui visait à soulever la noblesse contre le roi Henri IV, et à l'assassiner. Cette entreprise éventée, Biron fut arrêté et interrogé. Sully chargea Jean de Fontis de lui remettre un rapport sur le contenu de ces interrogatoires. Comme l'écrit Sully dans ses Mémoires (p. 112), "Deffunctis, grand-prévôt de l'Isle-de-France, recueillit sur un papier tous les discours où mon nom avoit été prononcé par le maréchal de Biron, et me le donna quelque temps après." - Le 29 juillet, Biron sera condamné à mort pour crime de haute trahison et décapité le 31.
Un peu plus tard, en 1605, dans le prolongement de la conspiration de Biron, le roi Henri IV eut vent des projets d'un certain Sieur de Mairargues, qui avait l'intention de rendre le roi d'Espagne maître de Marseille.  Le Mercure françois relate cet événement. Jean de Fontis fut chargé de suivre cette affaire : Mairargues fut emprisonné à la Bastille, jugé, condamné à mort, exécuté en place de Grève, à Paris, "et sa tête envoyée à Marseille, où on la plaça au-dessus de la porte Réale."
Ce fut encore Jean de Fontis qui, en 1623, fut chargé de conduire en prison le poète Théophile de Viau (1590 - 1626). Dénoncé par les jésuites pour avoir publié des textes impies et licencieux, l'année précédente, dans le Parnasse Satyrique, et condamné à venir devant Notre-Dame de Paris pour être brûlé vif, il avait échappé à la police. Mais, alors qu'il tentait de quitter la France, il fut arrêté et incarcéré à Saint-Quentin le 17 septembre. Remis à Jean de Fontis le 22 septembre, il fut conduit à la Conciergerie de Paris le 26 septembre.

### Mise en échec d'un complot contre Henri IV
Parmi les interventions dont fut chargé Jean de Fontis, il y en a une qui, bien que peu connue, mérite un traitement particulier - et un retour en arrière -, tant elle illustre la diligence et la perspicacité dont sut faire preuve Jean de Fontis dans ses fonctions.
En 1604, en effet, son rôle fut déterminant pour déjouer un complot qui menaçait la royauté. Le roi Henri IV, dont on sait qu'il eut de nombreuses maîtresses, était tombé amoureux, en mai 1599, de Catherine-Henriette de Balzac d’Entragues, fille de François de Balzac d'Entragues. Les parents de la jeune femme (elle avait 20 ans) obtinrent du roi une promesse de mariage, assortie de la condition qu'elle lui donne un fils dans l'année... Toujours la maîtresse d'Henri IV après le mariage du roi avec Marie de Médicis - et devenue marquise de Verneuil, en compensation - elle se trouva enceinte en même temps que la reine en 1601. Marie de Médicis, puis la marquise de Verneuil, accouchèrent chacune d'un garçon. La famille d'Entragues chercha alors à utiliser la promesse de mariage pour faire légitimer Henriette comme épouse du roi, et son fils, Gaston-Henri, comme dauphin, et obtint, dans cette entreprise, le soutien du roi d'Espagne. Le complot découvert, le roi donna l'ordre d'arrêter François de Balzac d'Entragues... et de récupérer la promesse compromettante. C'est Jean de Fontis qui, le 11 décembre, fut chargé de cette opération délicate, et il la mena avec astuce et efficacité, rapportant au roi les précieux papiers où figuraient ces engagements imprudents. Alors, dit la chronique (p. 289), "En voyant le serment, [le roi] fut tout transporté et l'embrassa par cinq fois, comme lui ayant rendu ce jour-là le plus grand service qui se pouvait rendre à l'État." Un procès eut lieu, les participants au complot furent condamnés, et, par la suite, Henri IV commua leurs peines de mort ou de prison en assignations à résidence dans leurs châteaux respectifs.
Toutes ces entreprises ne furent pas sans risque pour Jean de Fontis... On alla jusqu'à l'accuser de complicité avec Concini. Ainsi, le 11 janvier 1617, le duc de Mayenne (ou "M. du Mayne") écrivit au roi pour se plaindre d'avoir été l'objet d'une tentative d'assassinat, et accusa de Fontis - présenté comme une "créature de Concini" - d'avoir payé pour cela un certain Vaugré. Mais Le Mercure françois rapporte que, quand il fut interrogé, Vaugré reconnut avoir été soudoyé pour faire cette accusation, et il n'y eut aucune suite.

### Ouvrages
- Recueil général des Édits, Arrêts et Règlements notables, par Jean Filleau, tome 1er, Paris, 1631, seconde partie ("Arrest de la Cour de Parlement...")
- Traité de la police, par M. Delamare, Amsterdam, 1729, tome premier, titre XIV, ch. 1, p. 214.
- Édit du roi concernant les fonctions du Lieutenant Criminel de Robe-courte et des Officiers de sa Compagnie donné à Versailles au mois de Juillet 1783" : https://gallica.bnf.fr/ark:/12148/btv1b8619842q.image
- Encyclopédie, par Diderot et al., Volume IX (JU-MAM), 1765, p. 508a : http://enccre.academie-sciences.fr/encyclopedie/page/v9-p518/.
- La Maréchaussée de France, par Guillaume Saugrain, Paris, 1697
- Mémoires de Sully, principal ministre de Henri-Le-Grand, tome III, Paris, 1788, p. 112.
- MÉMOIRES HISTORIQUES ET CHRONOLOGIQUES Sur l'Abbaye de Port-Royal-des-Champs, tome Ier, partie Ire, Utrecht, 1758, p. 273. ["Assemblée Capitulaire et Élection d'Angélique [Arnauld] pour Abbesse, 5 juillet 1602."]
- Mémoires de Marguerite de Valois, suivis des anecdotes inédites de l'histoire de France pendant les XVIe et XVIIe siècles..., édition Ludovic Lalanne, Paris, 1858, p. 286-290 lire en ligne sur Gallica,
- Histoire de France depuis l'établissement de la monarchie française dans les Gaules, par Gabriel Daniel, Paris, 1758, volume 24", p. 358-364.
- Histoire des hommes illustres de la Provence, première partie, par M. Achard, Marseille, 1787, p. 10-14.
- Histoire de Provence, vol. 3, par Louis Méry, Marseille, 1837 p. 224.
- Le Mercure françois, 1601-1643, sur le site du GRIHL-CRH (Groupe de Recherches Interdisciplinaires sur l’Histoire du Littéraire) : http://mercurefrancois.ehess.fr/
- Registres des délibérations du bureau de la ville de Paris, tome XV (1610-1614), par Léon Le Grand, Paris, 1921, p. 83-86 : https://gallica.bnf.fr/ark:/12148/bpt6k5819091t/f117.image
- Recueil très-exact et curieux de tout ce qui s'est fait et passé de singulier et mémorable en l'Assemblée générale des États tenue à Paris en l'année 1614, par Florimond Rapine, Paris, 1651, p. 422-424 : https://gallica.bnf.fr/ark:/12148/bpt6k1109922/f430.image.r=recueil%20tr%C3%A8s%20exact
- Journal inédit d'Arnauld d'Andilly (1614-1620), par Achille Halphen, Paris, 1857, p. 258.
- Mémoires du cardinal de Richelieu, tome II (1616-1619), Paris, 1909, p. 223 : https://gallica.bnf.fr/ark:/12148/bpt6k65646931/f243.image
- Procès fameux extraits de l'Essai sur l’histoire générale des tribunaux des peuples tant anciens que modernes, tome premier, Paris, 1786, p. 228-229.
- Mémoires pour servir à l'histoire de Port Royal et à la vie de la Révérende..., Utrecht, 1742, volume 1, livre second, p. 116-118 et 177.
- Histoire générale de Port-Royal depuis la réforme de l'abbaye jusqu'à sa destruction, par Charles Clémencet, Amsterdam, 1755, volume 1 : https://gallica.bnf.fr/ark:/12148/bpt6k15125000/f269.image
- Histoire et recherches des antiquités de la ville de Paris, tome 2, par Henri Sauval, Paris, 1724, p. 541 : https://gallica.bnf.fr/ark:/12148/bpt6k9633278p/f571.image
- Procès-verbal de l'emprisonnement de Théophile, présenté à la cour par le prévost des mareschaux", in Œuvres complètes de Théophile. Tome 1 / annotée et précédée d'une notice biographique par M. Alleaume, Tome I, p. CXXI : https://gallica.bnf.fr/ark:/12148/bpt6k278008/f125.image

### Articles
- Le docteur Carlos García et la colonie hispano-portugaise de Paris (1613-1619), par Jean-Marc Pelorson. In: Bulletin Hispanique, tome 71, no 3-4, 1969. p. 518-576 : https://www.persee.fr/doc/hispa_0007-4640_1969_num_71_3_3993
- LES DEUX TEMPLES DE L'ÉGLISE RÉFORMÉE DE PARIS: SOUS L'ÉDIT DE NANTES. II. LETEMPLE DE CHARENTON. 1606-1685 - Source: Bulletin de la Société de l'Histoire du Protestantisme Français (1852-1865), Vol. 4,No. 1/3 (1855 MAI à JUILLET), p. 29-106